# Fran Torres
Francisco José Torres Fuentes, noto semplicemente come Fran Torres (Burgos, 12 agosto 1969), è un allenatore di calcio a 5 ed ex giocatore di calcio a 5 spagnolo, campione europeo con la nazionale spagnola nel 1996.

## Carriera
Con la nazionale maschile di calcio a 5 della Spagna Torres ha vinto il primo campionato europeo per nazioni. Nello stesso anno è stato convocato anche al FIFA Futsal World Championship 1996 in cui le furie rosse hanno vinto la medaglia d'argento.

## Palmarès
- Campionato d'Europa: 1

1996